# Чанатіп Сонкрасін
Чанатіп Сонкрасін (тай. ชนาธิป สรงกระสินธ์, вимовляється [t͡ɕʰā.nāː.tʰíp sǒŋ.krā.sǐn], нар. 5 жовтня 1993) — таїландський футболіст, що грає на позиції півзахисника.

## Клубна кар'єра
Розпочав грати на батьківщині у клубах «БЕК Теро Сасана» і «Муанг Тонг Юнайтед». Влітку 2017 року став гравцем японського клубу «Хоккайдо Консадолє Саппоро».
2023 року повернувся у Таїланд, ставши гравцем «Патум Юнайтед»

## Виступи за збірну
Дебютував 2012 року в офіційних матчах у складі національної збірної Таїланду. У формі головної команди країни зіграв 65 матчів і забив 12 голів.

## Статистика
| Збірна Таїланду | Збірна Таїланду | Збірна Таїланду |
| Роки            | Ігри            | голи            |
| --------------- | --------------- | --------------- |
| 2012            | 2               | 0               |
| 2013            | 3               | 2               |
| 2014            | 7               | 2               |
| 2015            | 5               | 0               |
| 2016            | 16              | 1               |
| 2017            | 4               | 0               |
| Усього          | 37              | 5               |

## Титули і досягнення
- Чемпіон Таїланду: 2016
- Володар Кубка тайської ліги: 2014, 2016
- Володар Кубка Чемпіонів Таїланду: 2017

Збірні
- Переможець Юнацького чемпіонату АФФ (U-19): 2011
- Переможець Чемпіонату АСЕАН: 2014, 2016, 2020
- Найкращий бомбардир Чемпіонату АСЕАН: 2020